# 哈贝尔鲨
哈贝尔鲨是一种已灭绝的鲨鱼，属于噬人鲨属，它在1988年被发现于秘鲁西南部的皮斯科组，包含222颗牙齿及45块脊椎骨。哈贝尔鲨是一种过渡物种，在现今的大白鲨和一种较小的远古鲭鲨之间表现出中间特征。
这种鲨鱼是为了纪念戈登·哈贝尔（Gordon Hubbell）（1988年从一位农夫那里发现这种鲨鱼的科学家）而命名的，这是为了纪念他对鲨鱼古生物学的贡献。